# Cusset (metrostation)
Cusset is een metrostation aan lijn A van de metro van Lyon in de Franse stad Villeurbanne, een voorstad van Lyon. Het is geopend op 2 mei 1978, als lijn A in gebruik genomen wordt. Het station ligt onder de Cours Émile Zola. Het station ligt direct onder straatniveau, waardoor elk perron een aparte ingang heeft.